# جانيل مكارفيل
جانيل مكارفيل (بالإنجليزية: Janel McCarville)‏ مواليد 3 نوفمبر 1982 في ويسكونسن، هي لاعبة كرة سلة أمريكية بدأت مسيرتها الاحترافية في سنة 2005. تم اختيارها من قبل فريق شارلوت ستينغ خلال الدرافت تلعب في دوري الاتحاد الوطني لكرة السلة النسائية كلاعب وسط. حققت المركز الثاني في دورة الألعاب الأمريكية 2003. فازت بلقب دوري المحترفات.

## المسيرة الاحترافية
لعبت مع شارلوت ستينغ في موسم 2005–2006، ثم لعبت مع نيويورك ليبرتي من سنة 2007 إلى 2012، ثم لعبت مع مينيسوتا لينكس في موسم 2013–2014.

## الميداليات
| الميدالية | المسابقة                    |
| --------- | --------------------------- |
| فضية      | دورة الألعاب الأمريكية 2003 |

## روابط خارجية
- جانيل مكارفيل على موقع الاتحاد الوطني لكرة السلة النسائية (الإنجليزية)
- جانيل مكارفيل على موقع كرة السلة الأوروبية.كوم (الإنجليزية)
- جانيل مكارفيل على موقع كلية كرة السلة في سبورتس رفرنس.كوم (الإنجليزية)
- جانيل مكارفيل على موقع بروبوليرز (الإنجليزية)
- جانيل مكارفيل على موقع سبورتس رفرنس (الإنجليزية)